# Neoschumannia
Neoschumannia är ett släkte av oleanderväxter. Neoschumannia ingår i familjen oleanderväxter.
Kladogram enligt Catalogue of Life:
| Neoschumannia | \| \| Neoschumannia cardinea \| \| \| \| \| \| Neoschumannia gishwatiensis \| \| \| \| \| \| Neoschumannia kamerunensis \| \| \| \| |
|               | \| \| Neoschumannia cardinea \| \| \| \| \| \| Neoschumannia gishwatiensis \| \| \| \| \| \| Neoschumannia kamerunensis \| \| \| \| |
|               | Neoschumannia cardinea |
|               | |
|               | Neoschumannia gishwatiensis |
|               | |
|               | Neoschumannia kamerunensis |
|               | |